# Chave de fenda sônica
A chave de fenda sônica (em inglês: sonic screwdriver) é uma ferramenta multifuncional na série britânica de ficção científica Doctor Who, usada pelo Doutor. Como a TARDIS, tornou-se um dos ícones do programa e nos spin-off da série, como The Sarah Jane Adventures e Torchwood que replicaram suas funções em dispositivos como o batom sônico,  dinamitador sônico, caneta sônica, sonda sônica e modulador sônico.
A chave de fenda sônica foi introduzida pela primeira vez em 1968 e foi utilizada regularmente durante todo o período do Segundo Doutor. Tornou-se menos proeminente desde o início do período do Terceiro Doutor até 1977. Ela foi abandonada em 1982 devido às limitações causadas para escrever as histórias. Reapareceu no telefilme de 1996, antes de fazer um retorno completo na continuação da série em 2005.
Ao longo do programa, a chave de fenda sônica teve muitas versões diferentes. O equipamento também já foi destruído em várias ocasiões, levando assim à introdução de um novo modelo. Nem todas as encarnações do Doutor usaram a fenda sônica; o Quinto Doutor, de facto, optou por não substituir a sua depois de ser destruída.